# Хайман, Тео
Тео Хайман (нем. Theo Heimann; род. 1 мая 1912 года в Цолликофене, Швейцария — ум. 19 августа 1979 года в Цолликоне, Швейцария) — швейцарский шоссейный и трековый велогонщик, выступавший с 1931 по 1944 год.  Бронзовый призёр чемпионата Швейцарии 1933 года. Участник Тур де Франс-1936.

## Достижения
1931
2-й Берн — Женева
9-й Джиро ди Ломбардия
1933
3-й Чемпионат Швейцарии
1936
1-й Тур Северо-Западной Швейцарии
1-й — Этап 6 Тур Швейцарии